# Jean-Emmanuel Le Couteulx de Canteleu
Pour l’article homonyme, voir Le Couteulx.
Le comte Jean-Emmanuel Hector Le Couteulx de Canteleu (parfois orthographié Coulteux de Canteleu), né le 18 juin 1827 à Saint Martin près Étrépagny et mort le 22 janvier 1910, est un officier de cavalerie français, éleveur de chiens et spécialiste de la chasse à courre.

## Biographie
Jean-Emmanuel Le Couteulx de Canteleu est le fils du colonel Charles Emmanuel Le Couteulx de Canteleu, aide de camp du duc d'Angoulême et commandeur de la Légion d'honneur, et de Pauline Marie Françoise Augustine Le Gendre d'Onsenbray. Il est le petit-fils de Jean-Barthélémy Le Couteulx de Canteleu.
Avec Louis Lane, il crée la race de chien de chasse du basset artésien normand. Il est l'auteur d'un ouvrage de référence sur les différentes races de chiens courants et la chasse à courre, le Manuel de vénerie française,, qui fait toujours autorité. Il fut capitaine de cavalerie dans l'armée française. 
Il est connu également pour son ouvrage sur les sociétés secrètes, dans lequel il signale des liens entre la franc-maçonnerie et la Révolution française, et ses opinions antimaçonniques.

## Distinctions
- Chevalier de la Légion d'honneur

## Ouvrages
- VIAF
- IdRef
- Israël
- NUKAT

- La Vénerie française, Paris, 1858
- La Chasse du loup, Paris, 1861
- Les Sectes et Sociétés secrètes, politiques et religieuses, essai sur leur histoire depuis les temps les plus reculés jusqu'à la Révolution française, Paris, 1863
- De la Condition des chevaux de chasse en France, Paris, 1867
- La Pêche au cormoran, Paris, 1870
- Les Races de chiens courants français au XIXe siècle, Paris, 1873
- Étude sur l'histoire du cheval arabe, son origine, les lieux où on peut le trouver, son emploi en Europe, son rôle dans la formation de la race de pur sang, son influence sur d'autres races, Paris, 1885
- Manuel de vénerie française, Paris, Hachette, 1890
- Chiens français et chasse anglaise, Paris, 1901